# Formula di Essen-Möller
La formula di Essen-Möller è una formula statistica utilizzata per il calcolo della probabilità di paternità. Essa, basandosi sul teorema di Bayes, consente di stabilire se il presunto padre sia il padre biologico conoscendo i genotipi della madre, figlio e presunto padre.
Prende il nome dal medico svedese Elis Essen-Möller.

## Formula
{\displaystyle p={\frac {1}{1+({\frac {1}{LR}})}}={\frac {1}{1+{\frac {p({\frac {G}{Ho}})}{p({\frac {G}{H1}})}}}}}
Dove:
- p è la probabilità a posteriori di paternità
- LR (likelyhood ratio) è il rapporto di verosimiglianza, determinato dal rapporto {\displaystyle {\frac {p({\frac {G}{H1}})}{p({\frac {G}{H0}})}}}
- {\displaystyle p({\frac {G}{H1}})} è la probabilità complessiva che il presunto padre abbia fornito l'allele non materno al figlio.
- {\displaystyle p({\frac {G}{Ho}})} è la probabilità di compatibilità casuale tra il fenotipo del presunto padre biologico ed il figlio

## Cause di errore
Tra le cause di errore della metodica vi sono:
- stutter band: artefatto derivante da un allineamento non corretto delle basi durante il processo di amplificazione via PCR;
- n+1 e/o n-1 band: artefatto derivante dalla addizione e/o sottrazione di repeats alla reale sequenza base;
- alleli silenti: alleli non rivelabili in quanto non espressi.

Tra le cause di errore dovuti alla natura intrinseca del campione biologico:
- mutazione genetica si possono verificare nel corso della trasmissione del patrimonio genetico padre/figlio e/o madre/figlio;
- perdita di eterozigosi: per lo più dovuta all’estrazione del DNA da materiale biologico caratterizzato da fenomeni neoplastici.